# استیونز اسکوئر (مینیاپولیس)
استیونز اسکوئر (به انگلیسی: Stevens Square) یک منطقهٔ مسکونی در ایالات متحده آمریکا است که در مینیاپولیس واقع شده‌است. استیونز ۳٬۸۳۳ نفر جمعیت دارد و ۲۶۳٫۰۵ متر بالاتر از سطح دریا واقع شده‌است.